# 五島正規
五島 正規（ごとう まさのり、1939年3月5日 - 2016年11月14日）は、日本の政治家、医師。衆議院議員（6期）、衆議院沖縄及び北方問題に関する特別委員長、衆議院環境委員長を務めた。

## 経歴
京都府京都市出身。岡山大学医学部卒業。1979年11月に医療法人防治会四国勤労病院を設立。
1990年の第39回衆議院議員総選挙で、日本社会党から高知県全県区に出馬し初当選。以降、連続当選6回。
1996年、旧民主党結党に参画。
小選挙区比例代表並立制が導入された同年の第41回衆議院議員総選挙以降は、高知1区から立候補した。この選挙では日本共産党の山原健二郎に、2000年の総選挙からは3回連続で自由民主党の福井照に敗れ、すべて比例四国ブロックで復活しての当選である。
2001年2月、衆議院環境委員長に就任。
2005年9月の第44回衆議院議員総選挙で当選後の10月14日、政策担当秘書らが公職選挙法違反（買収）容疑で逮捕された。
同年12月12日、高知地方裁判所（永渕健一裁判長）の初公判で政策秘書が起訴事実を全面的に認めたため、12月13日に議員辞職願を提出。同日、国会閉会中のため衆議院議長・河野洋平が辞職を許可した。辞職にともない、同ブロック民主党名簿で次点の高井美穂が繰り上げ当選となった。
2016年11月14日、肝不全のため死去。77歳没。

## 政策
- 選択的夫婦別姓制度導入に賛同する[9]。
- 静岡空港建設反対の国会議員署名活動で署名者に加わっている[10]。
- 小泉政権時代には、小泉純一郎に対する批判を広げた[11]。
- 特定秘密保護法案に反対する[12]。

## 選挙歴
| 当落 | 選挙                   | 執行日         | 年齢 | 選挙区              | 政党       | 得票数    | 得票率 | 定数 | 得票順位 /候補者数 | 政党内比例順位 /政党当選者数 |
| ---- | ---------------------- | -------------- | ---- | ------------------- | ---------- | --------- | ------ | ---- | ------------------ | ---------------------------- |
| 当   | 第39回衆議院議員総選挙 | 1990年02月18日 | 50   | 高知県全県区        | 日本社会党 | 7万9314票 | 16.36% | 5    | 1/11               | /                            |
| 当   | 第40回衆議院議員総選挙 | 1993年07月18日 | 54   | 高知県全県区        | 日本社会党 | 5万9940票 | 13.54% | 5    | 4/9                | /                            |
| 比当 | 第41回衆議院議員総選挙 | 1996年10月20日 | 57   | 比例四国（高知1区） | 旧民主党   | 3万1391票 | 26.75% | 1    | 2/5                | 1/1                          |
| 比当 | 第42回衆議院議員総選挙 | 2000年06月25日 | 61   | 比例四国（高知1区） | 民主党     | 3万3883票 | 25.75% | 1    | 2/4                | 1/1                          |
| 比当 | 第43回衆議院議員総選挙 | 2003年11月09日 | 64   | 比例四国（高知1区） | 民主党     | 3万6333票 | 34.80% | 1    | 2/4                | 2/2                          |
| 比当 | 第44回衆議院議員総選挙 | 2005年09月11日 | 66   | 比例四国（高知1区） | 民主党     | 4万9704票 | 39.50% | 1    | 2/3                | 1/2                          |

## 略歴
- 1990年 - 日本社会党より衆議院に立候補、初当選。
- 1991年 - 社会党シャドーキャビネット労働政務次官。
- 1993年 - 日本社会党副書記長・社会政策局長に就任。
- 1996年 - 旧民主党結成に参画。民主党厚生部会長に就任。
- 2001年 - 衆議院環境委員長に就任。
- 2002年 - 民主党「次の内閣」厚生労働大臣に就任。
- 2005年 - 衆議院議員を辞職、政界引退を表明。